# アウグスト・ディルマン
クリスティアン・フリードリヒ・アウグスト・ディルマン（Christian Friedrich August Dillmann、1823年4月25日 – 1894年7月7日）は、ドイツの東洋学者、聖書学者。

## 生涯
ヴュルテンベルクの校長の息子として、イリンゲンで生まれた。テュービンゲン大学で教育を受け、そこでハインリヒ・エーヴァルトの学友となり、フェルディナント・クリスティアン・バウアに師事したが、テュービンゲン学派には参加しなかった。 短期間、故郷に近いゼルスハイムで牧師として働いたが、すぐに学問に集中する必要があると感じるようになった。
パリ、ロンドン、オックスフォードの図書館でゲエズ語写本の研究に専念したが、この研究は19世紀におけるエチオピア研究の再興を引き起こした。